# Ото фон Олденбург
Ото фон Олденбург (на немски: Otto von Oldenburg; * ок. 1204, † ок. 1285) е абат на манастир „Св. Павел“ пред Бремен и на манастир „Растеде“ до Олденбург.

## Биография
Той е по-малкият син на граф Христиан II фон Олденбург († 1233) и съпругата му Агнес фон Алтена-Изенберг, дъщеря на граф Арнолд фон Алтена.
В Бремен той има голямо влияние и успява да избере за архиепископи братовчедите си Хилдеболд и Гизелберт, които са внуци на чичо му Мориц I фон Олденбург. Oт 1270 г. Ото е регент на Графство Олденбург за Христиан III и Ото, синовете на умрелия му брат граф Йохан I.